# گروه شالتباو
گروه شالتباو (انگلیسی: Schaltbau Group) شرکت مهندسی آلمانی است، که در سال ۱۹۲۹ تأسیس شد.